# Czorsztyn
Czorsztyn [ˈt͡ʂɔrʂtɨn] (tiếng Đức: Schorstin) là một ngôi làng ở Ba Lan, tại Lesser Ba Lan Voivodeship, quận Nowy Targ. Ngôi làng nằm ở Pieniny, dãy núi ở biên giới Ba Lan - Slovakia hiện tại. Nó nổi tiếng với những tàn tích của một tòa lâu đài từ thế kỷ 14 đến 17, đó là bối cảnh của cuộc nổi dậy Kostka-Napierski năm 1651. 

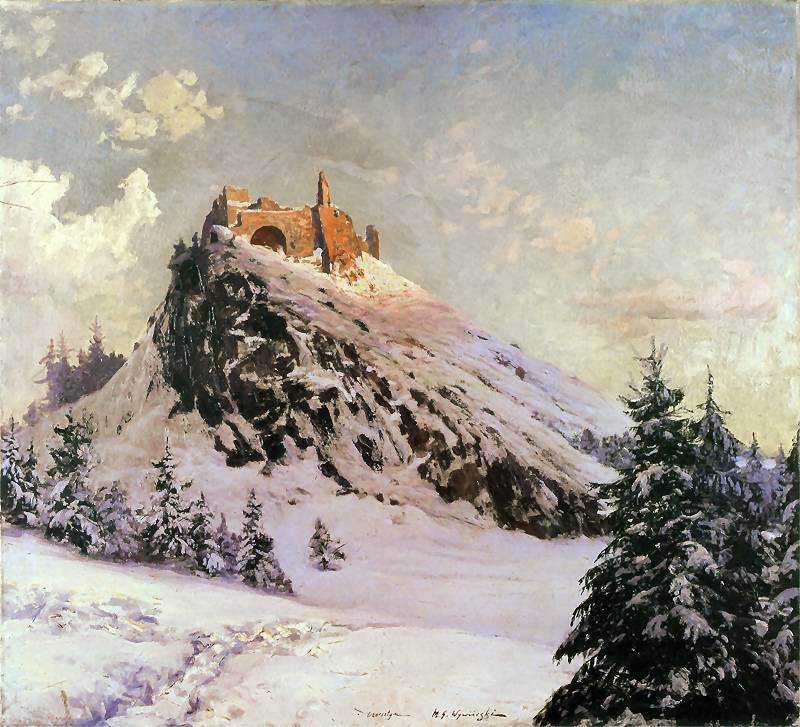
Lâu đài Czorsztyn, bức tranh sơn dầu năm 1911 của Michał Gorstkin-Wywiórski tại Phòng trưng bày nghệ thuật quốc gia Lviv

## Điểm nổi bật
Czorsztyn đặt tên cho hồ chứa nhân tạo còn được gọi là Hồ Czorsztyn, được hoàn thành vào năm 1994. Ngôi làng cùng với môi trường xung quanh là một điểm đến giải trí với cơ sở hạ tầng du lịch phát triển: chỗ ở, bến thuyền vui chơi và nhiều con đường mòn đi bộ đường dài được đánh dấu.

## Hình ảnh

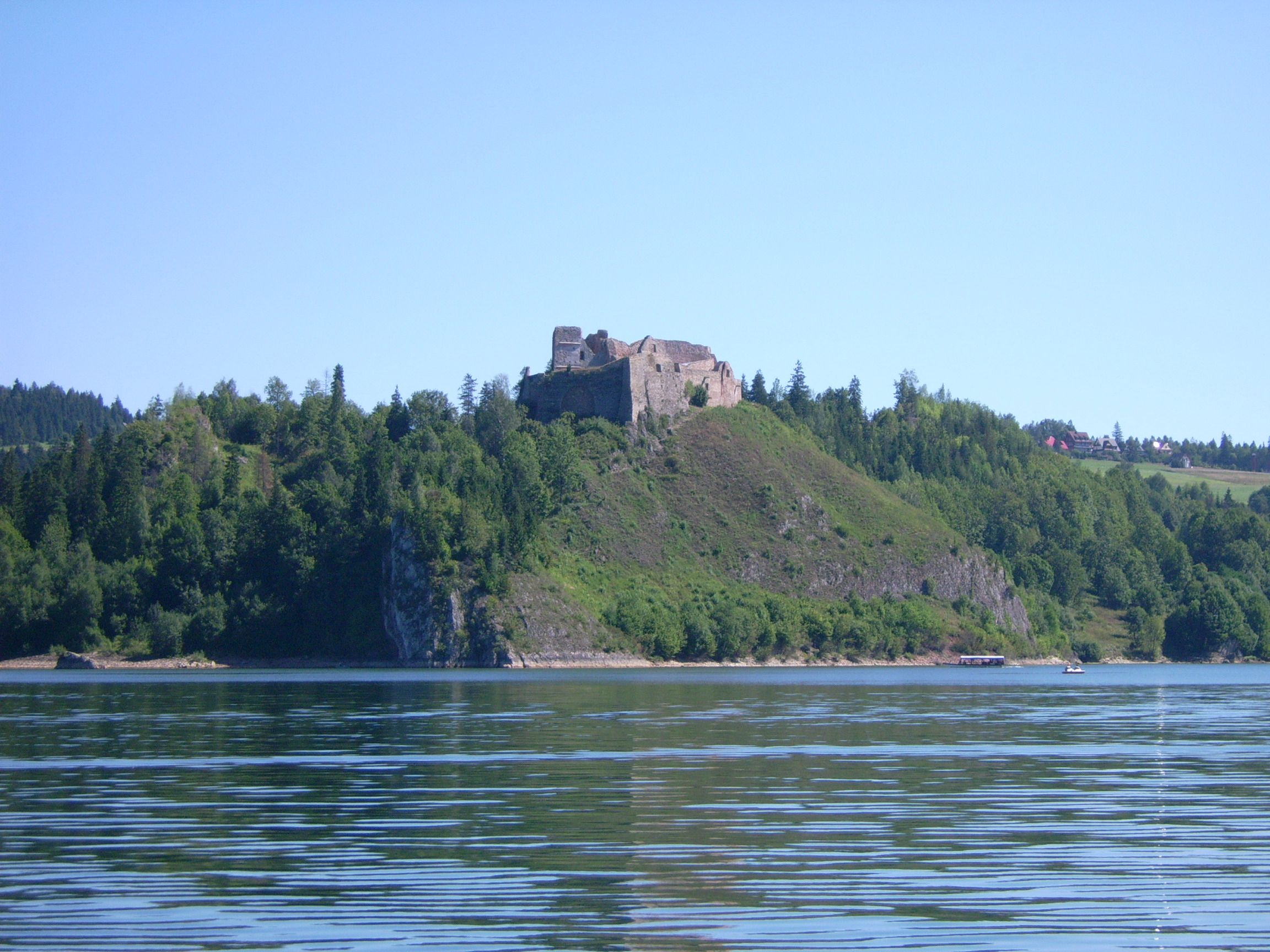
Lâu đài Czorsztyn và toàn cảnh hồ
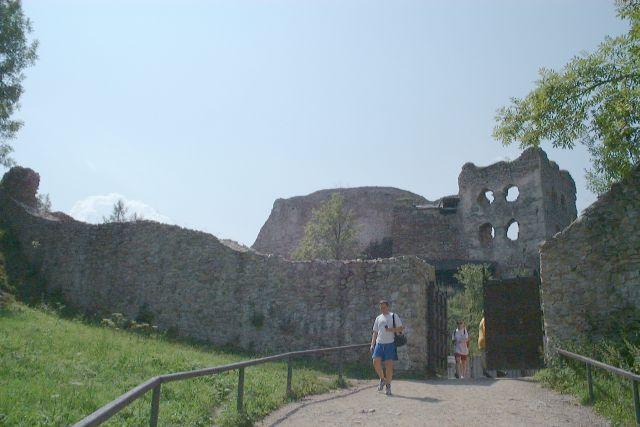
Cổng vào
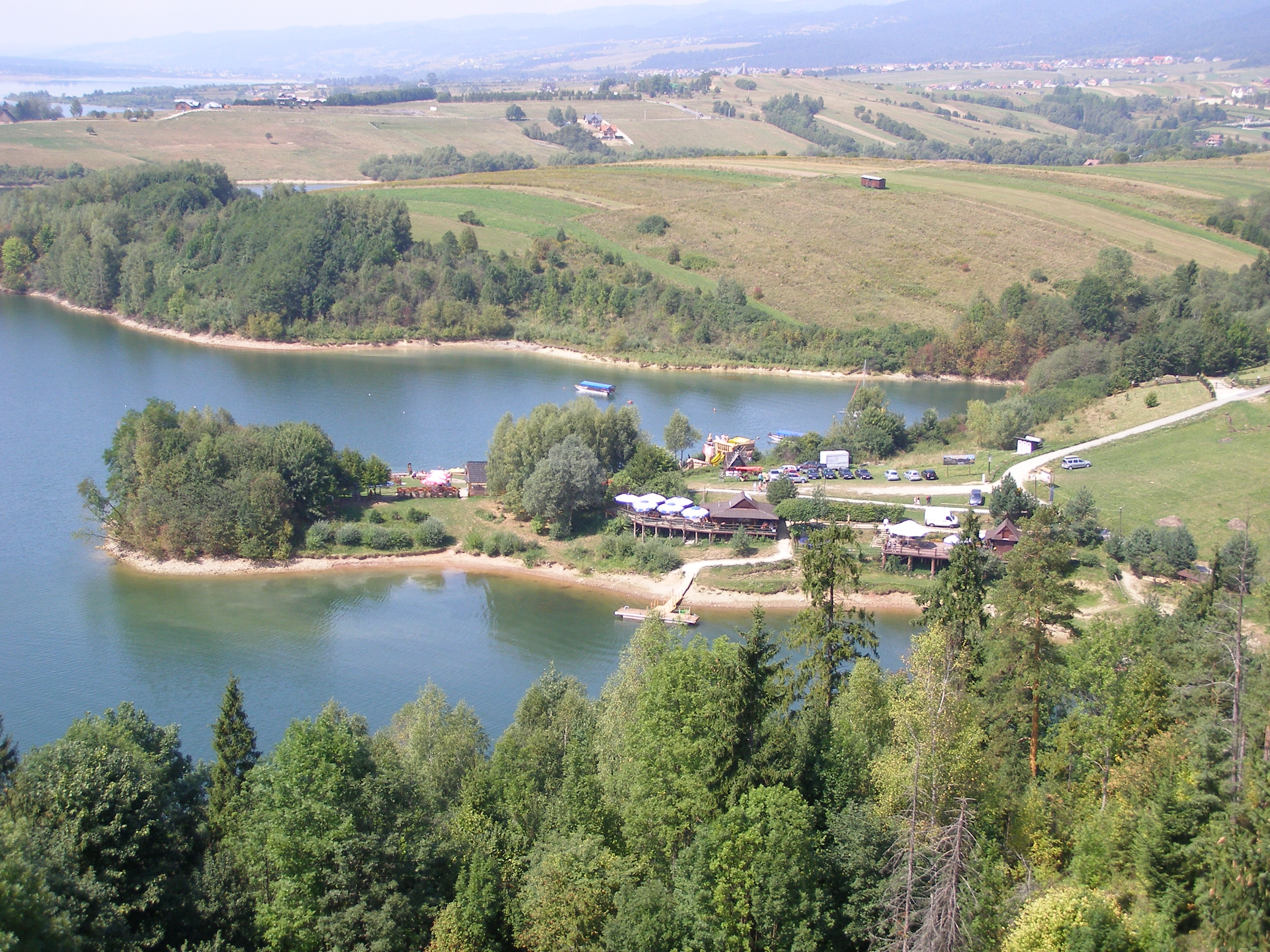
Quang cảnh bến du thuyền từ lâu đài Czorsztyn